# مرسيدس-بنز الفئة سي
تنتمي مرسيدس-بنز سي كلاس لنوع السيارة العائلية الصغيرة (المدمجة)، وتنتجها شركة دايملر كرايسلر، وقد تم تقديم هذه السيارة في عام 1993م لتحل محل مرسيدس بنز دبليوا 201، وكانت أصغر فئة في خط إنتاج الشركة حتى مجيء الأي كلاس عام 1997م، وتُصنع السي كلاس في مصانع المرسيدس البنز في زيندلفين وبريمن بألمانيا وفي مصانع الشركة العديدة المنتشرة بالدول الأخرى، وقد استهل الجيل الأول بدايته في الأول من يوليو عام 1993م، وابتدأ الجيل الثاني في 18 يوليو عام 2000م، ثم خطى الجيل الثالث أولى خطاه عام 2007م، وخرج الجيل الرابع الحالي عام 2014م.
على الرغم من أن السيارة كانت تباع بشكل السيدان والستيشن واقن إلا أن نسخة كوبيه منحنية بباب من الخلف ظهرت لأول مرة عام 2000م تحت اسم مرسيدس بنز سي إل سي كلاس وظلت في خط الإنتاج حتى 2011م ثم تم استبدالها بسي كلاس كوبيه عام 2012م ضمن الجيل الثالث، ويرمز لهذه الأجيال بـ W202 و W203 و W204 و W205 على التوالي.

## الجيل الأول (1993-2000)

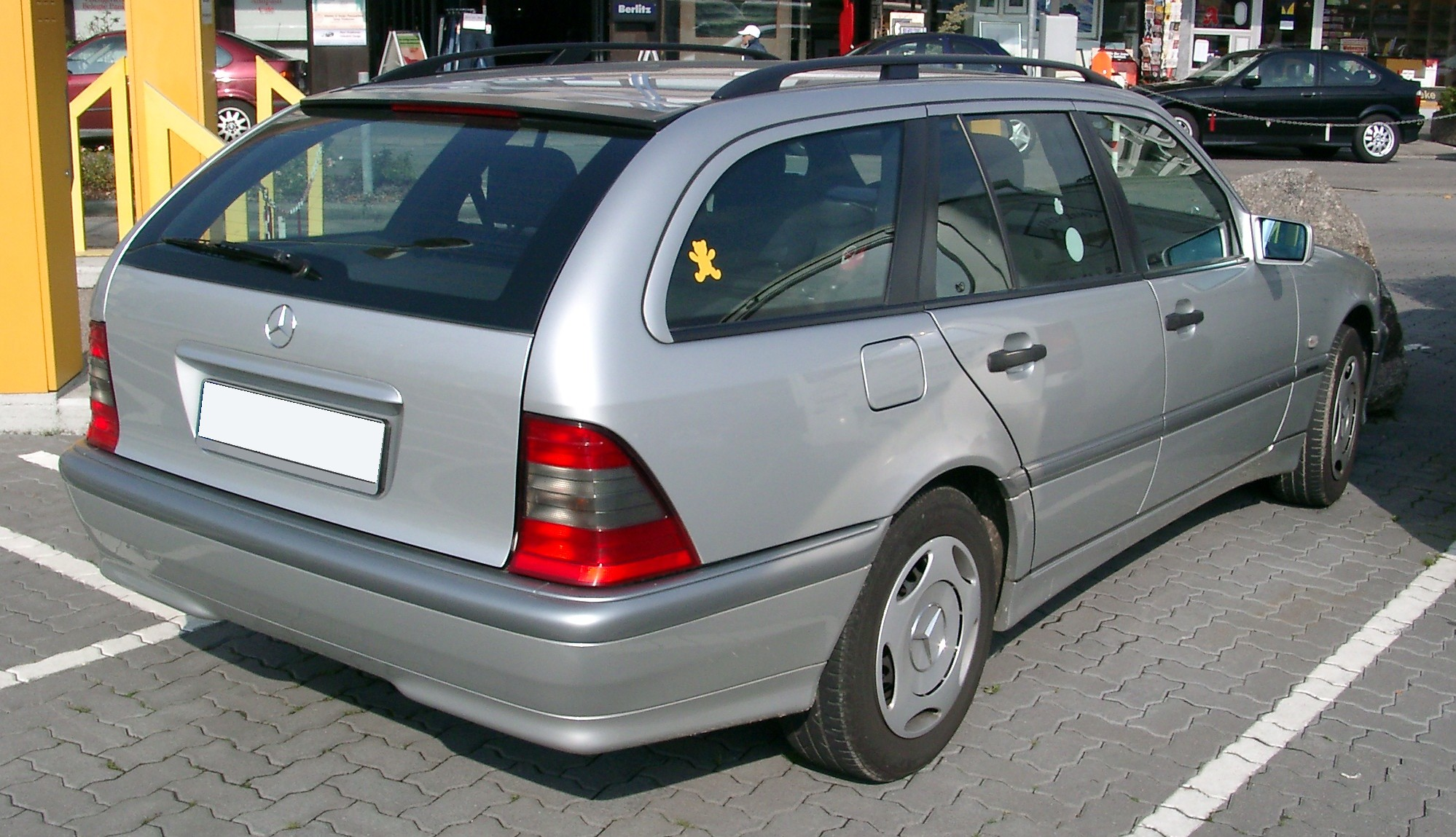
W202 ستايشن

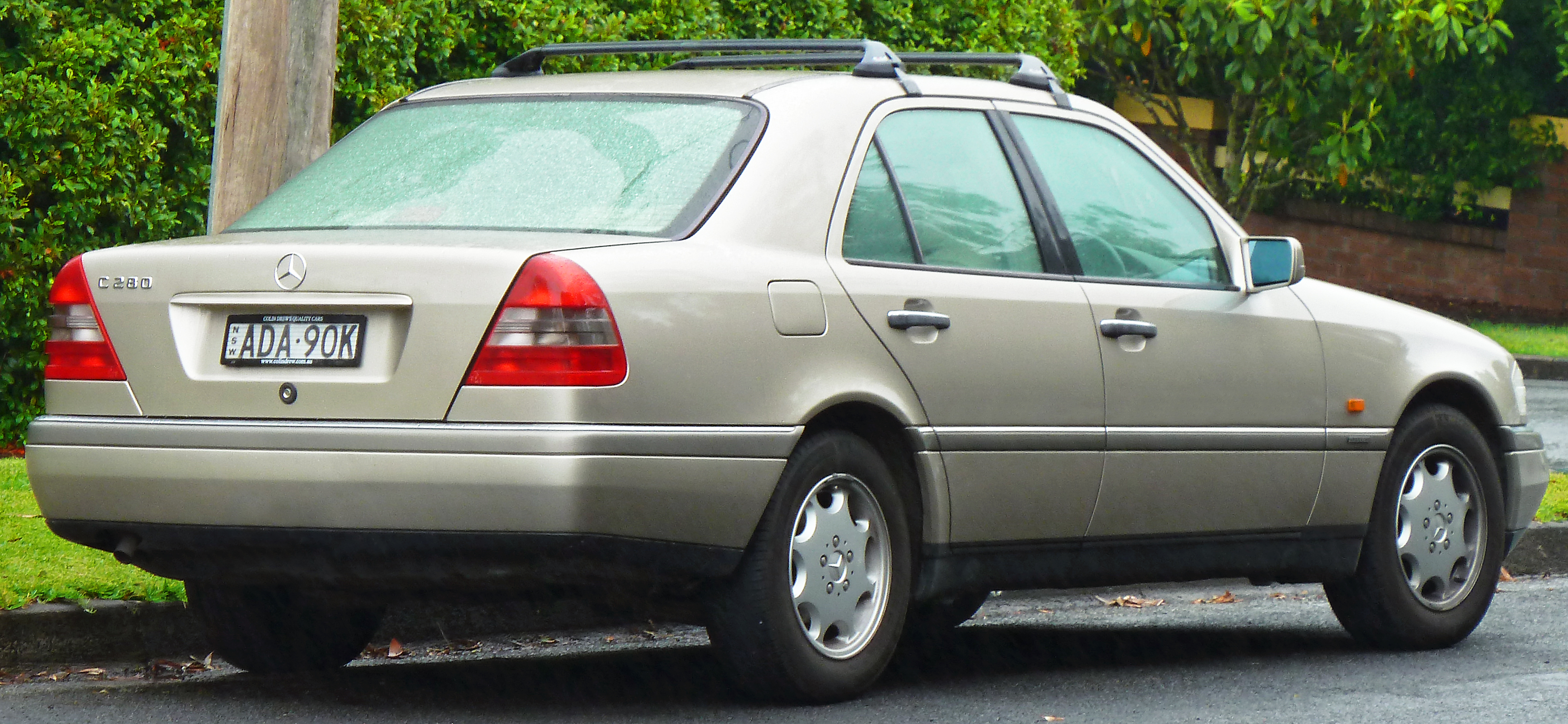
W202 من الخلف

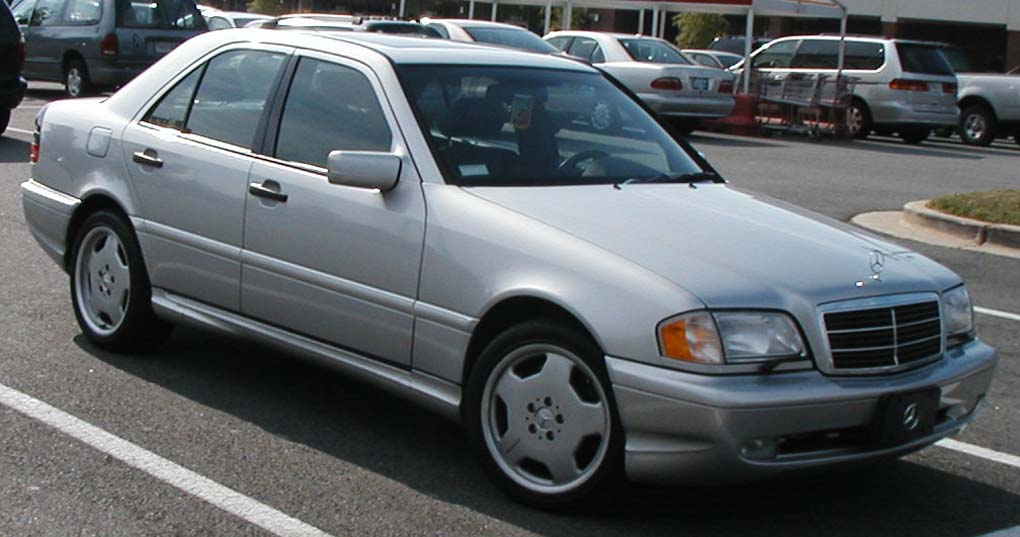
W202 AMG

في الثالث من أوكتوبر عام 1986م ابتدأ العمل على خليفة لسيارة مرسيدس بنز دبليوا 201 (190) أي أثناء 3 سنوات من جريان إنتاج الدبليو 201، وبدأ العمل على التصاميم في عام 1987م واختير التصميم النهائي لمورات جناك عام 1989م، ثم في يناير 1990م صمم تصميم الإنتاج على يد الفرنسي أوليفر بولي وتم تسجيله في 19 ديسمبر من العام نفسه. وقد أُخضعت النماذج التقريبية الأولية للاختبار في عام 1989م ثم اختبرت النماذج الأولية الابتدائية في العام التالي.و عُدَ طراز السي كلاس سيدان مستوى الدخول من بين طرازات الشركة إلى عام 1997م عندما أطلقت شركة مرسيدس الأية كلاس.و اقتُبستْ مواضيع التصميم من سلسلة W201 السابقة، إلا أنها تميزت بتصميم أكثر سلاسة واستدارة.

### المحركات
كانت السي كلاس في أول ظهورها الطراز الوحيد من مرسيدس الذي يملك قائمة كاملة من المحركات ذات الصمامات المتعددة، وظهرت عائلة المحركات M111 ذات الأربعة أسطوانات العاملة بالبنزين للمرة الأولى في الطرازات التالية: سي 180 (1.8 لتر،122 حصان ألماني (يعادل:90 كيلو واط أي: 120 حصان إنجليزي) والسي 200 (2.0 لتر، 163 حصان ألماني (100كيلو واط أي:134 حصان إنلجيزي)إضافة للطراز الوحيد ذي الأربعة إسطوانات بالسلسلة في الولايات المتحدة السي 220 (2.2 لتر، 150 حصان ألماني (110 كيلو واط أي: 148 حصان إنجليزي)، وفي عام 1997م حلت السي 230 محل السي 220 وتم تكبير سعة محرك إلى 2.3 مع بقاء قدرة المحرك كما هي بالرغم من زياد العزم (عزم الدوران) إلى 220 ن.م، واحتلت السي 280 الصدارة في فئتها بمحرك ذي ستة رؤس وأربعة صمامات متعددة لكل إسطوانة قادر على امتلاك قدرة تصل إلى 193 حصان ألماني (142 كيلو واط أي: 190 حصان إنجليزي).
كانت طرازات الأربعة إسطوانات العاملة بالديزل مزودة بنفس المحرك OM601 الذي كان يأتي في طراز 190 السابق وذلك في المحركات سعة 2.0 لتر وسعة 2.2 لتر، وقد بيع الكثير منها لتكون سيارات أجرة، لجدراتها الكبيرة ولما لها من قدرة على استهلاك كميات منخفضة من الوقود بالإضافة لوجود محركات OM605 ذات الأربعة إسطوانات وهي محركات كانت متوفرة في السي 250 دي ذات محركات التنفس الطبيعي والسي 250 تي دي التيربو، وقد قُدمَ التيربو ديزل في عام 1995م وكان إحدى الابتكارات في سلسلة المحركات المتوفرة بدأ من ذاك العام، وحظيت بالاهتمام الأكبر نسخة من المحرك M111 ذي الرؤوس الأربعة مزودة بشحان - الذي يطلق عليه الألمان اسم كومبريسر السي 230 - وبهذا الشحان من نوع «روتس» يولد المحرك M111 طاقة تعادل 193 حصان ألماني (142 كيلو واط أي: 190 حصان إنجليزي) في 5300 دورة على الدقيقة ولاعجب فقد أعادت الشركة تقنية الشحان بعد مضي 50 عاما من تركها، يذكر أن الطرازات في إيطاليا والبرتغال احتوت على نسخة شحان أصغر بسعة 2.1 لتر (كومبريسر السي 200) ويعود السبب لقانون الضرائب في تلك الدولتين.
احتوى طراز الديزل 1997م على محرك OM611 يعمل بنظام حقن وقود الديزل بالقضيب المشترك (طورته بالاشتراك مع شركة بوش)، وقد سمي الطراز الجديد السي 220 سي دي آي، وقد تميز بطاقة تصل إلى 30 حصان ألماني (22 كيلو واط أي: 30 حصان إنجليزي) مقارنة بطراز السي 220، كما تميز بمعدل استهلاك للوقود أفضل وانبعاثات أقل.إضافة إلى أن المحركات ذات الرؤوس الستة قد استبدلت بعائلة من محركات الـV6 ألا وهي الـ M112 التي تميزت بعامود حدبات علوي أحادي بدلا من عامود الحدبات العلوي المزدوج السابق، كما تميزت بثلاثة صمامات لكل إسطوانة بدلا من أربعة وبشمعتي احتراق. واستبدلت السي 230 ذات الأربعة إسطوانات بالسي 240 (2.4 لتر) بينما استبدلت الآي 6 سي 280 بالـ V6 سي 280، حيث قللت هذه التعديلات من الانبعاثات وحسنت استهلاك الوقود بدون التضحية بطاقة المحرك (في الواقع، زادت هذه التعديلات طاقة المحرك في السي 280 بأربعة أحصنة ألمانية (3 كيلو واط أي: 4 أحصنة إنجليزية).
أجريت على الجيل الأول (W202) تعديلات طفيفة فيما يتعلق باختيارات المحرك في السنوات الأربع الأخيرة من الإنتاج، وفي عام 1998م تمت إضافة نسخة أقل قوة من التيربو ديزل سعة 2.2 لتر وأطلق عليها اسم سي 200 سي دي آي لتحل محل السي 220 الديزل، وفي عام 2000م قلص عزم شحان السي 200 إلى 163 حصان ألماني (120 كيلو واط أي: 161 حصان إنجليزي)، وكبرت سعة محرك السي 240 من 2.4 لتر إلى 2.6 لتر مع بقاء القدرة على 170 حصان ألماني (130 كيلو واط أي: 170 حصان إنجليزي) وزودت السي 180 بمحرك سعته 2.0 لتر.
| النسخة           | المحرك               | إسطو. | الطاقة                     |
| ---------------- | -------------------- | ----- | -------------------------- |
| C 180            | 1.8 16V M111         | I4    | 122 ح.أ (90 ك.و; 120 ح.إ)  |
| C 200            | 2.0 16V M111         | I4    | 136 ح.أ (100 ك.و; 134 ح.إ) |
| C 220 / C 230    | 2.2, 2.3 16V M111    | I4    | 150 ح.أ (110 ك.و; 148 ح.إ) |
| C 200 Kompressor | 2.0 16V K M111.944   | I4    | 180 ح.أ (132 ك.و; 178 ح.إ) |
| C 230 Kompressor | 2.3 16V K M111       | I4    | 193 ح.أ (142 ك.و; 190 ح.إ) |
| C 240            | 2.6 18V M112         | V6    | 170 ح.أ (125 ك.و; 168 ح.إ) |
| C 280            | 2.8 24V M104         | I6    | 193 ح.أ (142 ك.و; 190 ح.إ) |
| C 280            | 2.8 18V M112         | V6    | 197 ح.أ (145 ك.و; 194 ح.إ) |
| C 36 AMG         | 3.6 24V AMG M104     | I6    | 284 ح.أ (209 ك.و; 280 ح.إ) |
| C 43 AMG         | 4.3 24V AMG M113-E43 | V8    | 310 ح.أ (228 ك.و; 306 ح.إ) |
| C 55 AMG         | 5.4 24V AMG M113-E55 | V8    | 345 ح.أ (254 ك.و; 340 ح.إ) |

| النسخة            | المحرك            | إسطو. | الطاقة                     |
| ----------------- | ----------------- | ----- | -------------------------- |
| C 200 Diesel      | 2.0 8V D OM601    | I4    | 75 ح.أ (55 ك.و; 74 ح.إ)    |
| C 200 CDI         | 2.2 16V CDI OM611 | I4    | 102 ح.أ (75 ك.و; 101 ح.إ)  |
| C 220 Diesel      | 2.2 16V D OM604   | I4    | 95 ح.أ (70 ك.و; 94 ح.إ)    |
| C 220 CDI         | 2.2 16V CDI OM611 | I4    | 125 ح.أ (92 ك.و; 123 ح.إ)  |
| C 250 Diesel      | 2.5 20V D OM605   | I5    | 113 ح.أ (83 ك.و; 111 ح.إ)  |
| C 250 Turbodiesel | 2.5 20V TD OM605  | I5    | 150 ح.أ (110 ك.و; 148 ح.إ) |

- ح.أ = حصان ألماني
- ح.إ = حصان إنجليزي
- ك.و = كيلو واط

## الجيل الثالث (2007-2013)

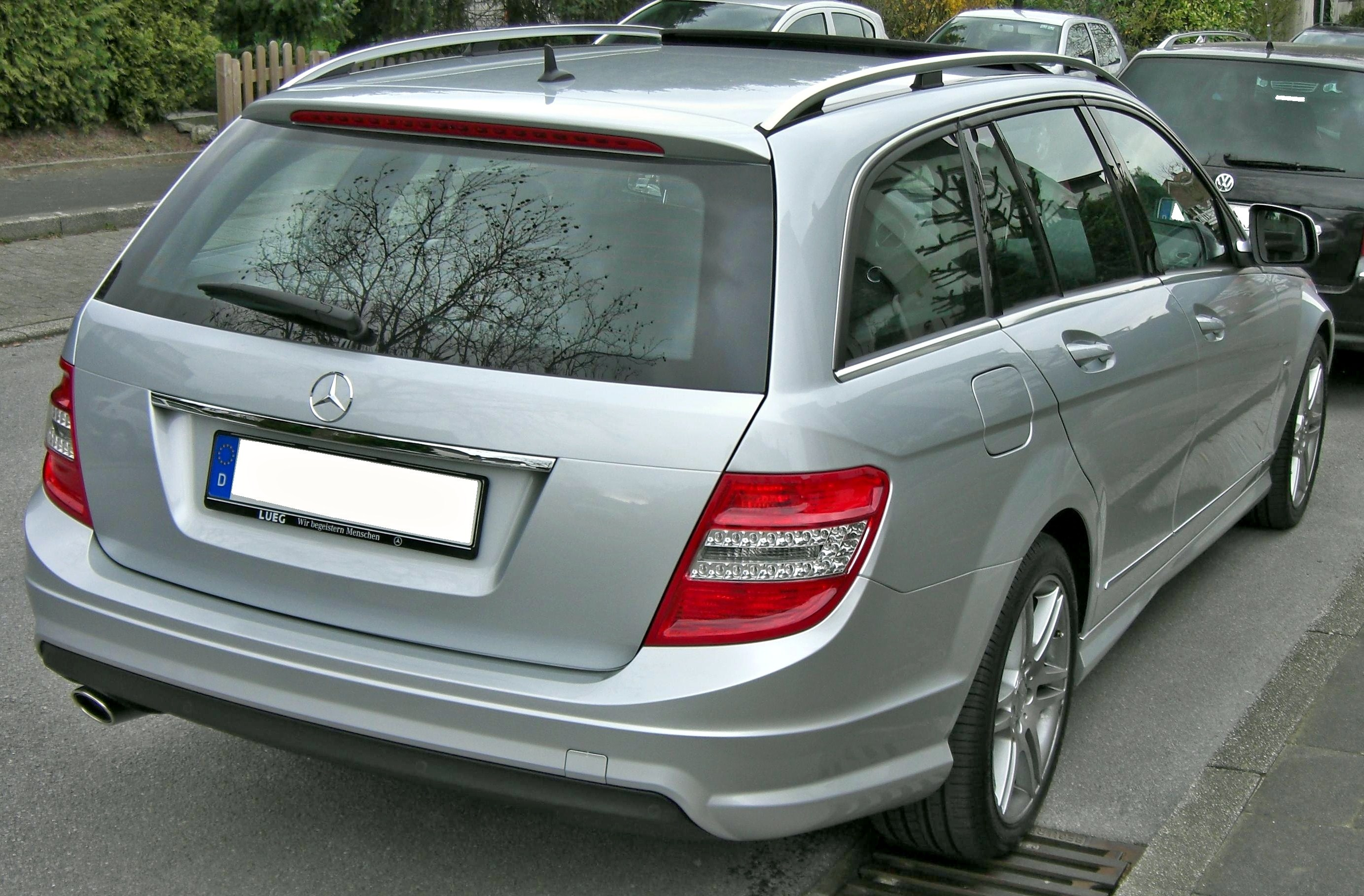
W204 ستايشن

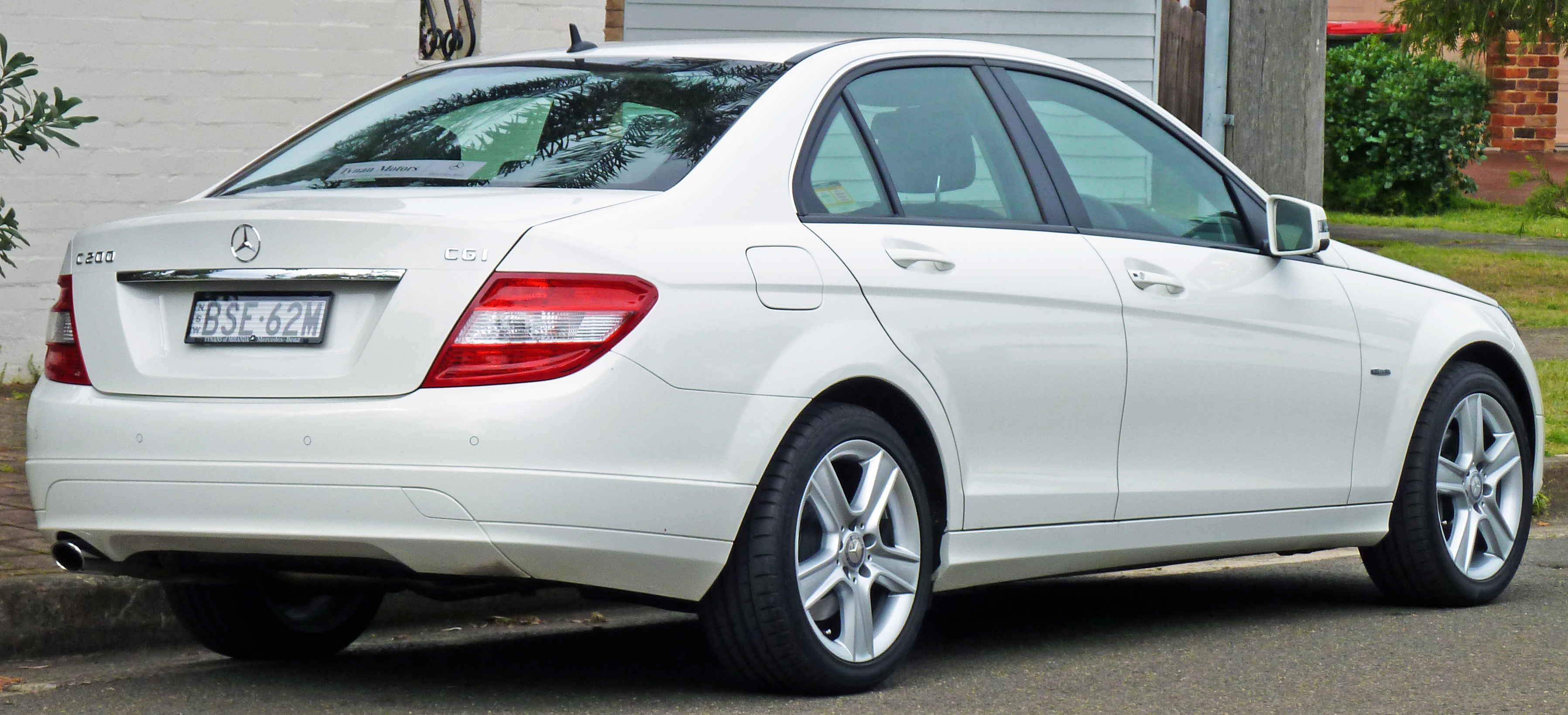
W204 سيدان

## الجيل الثاني (2000-2007)

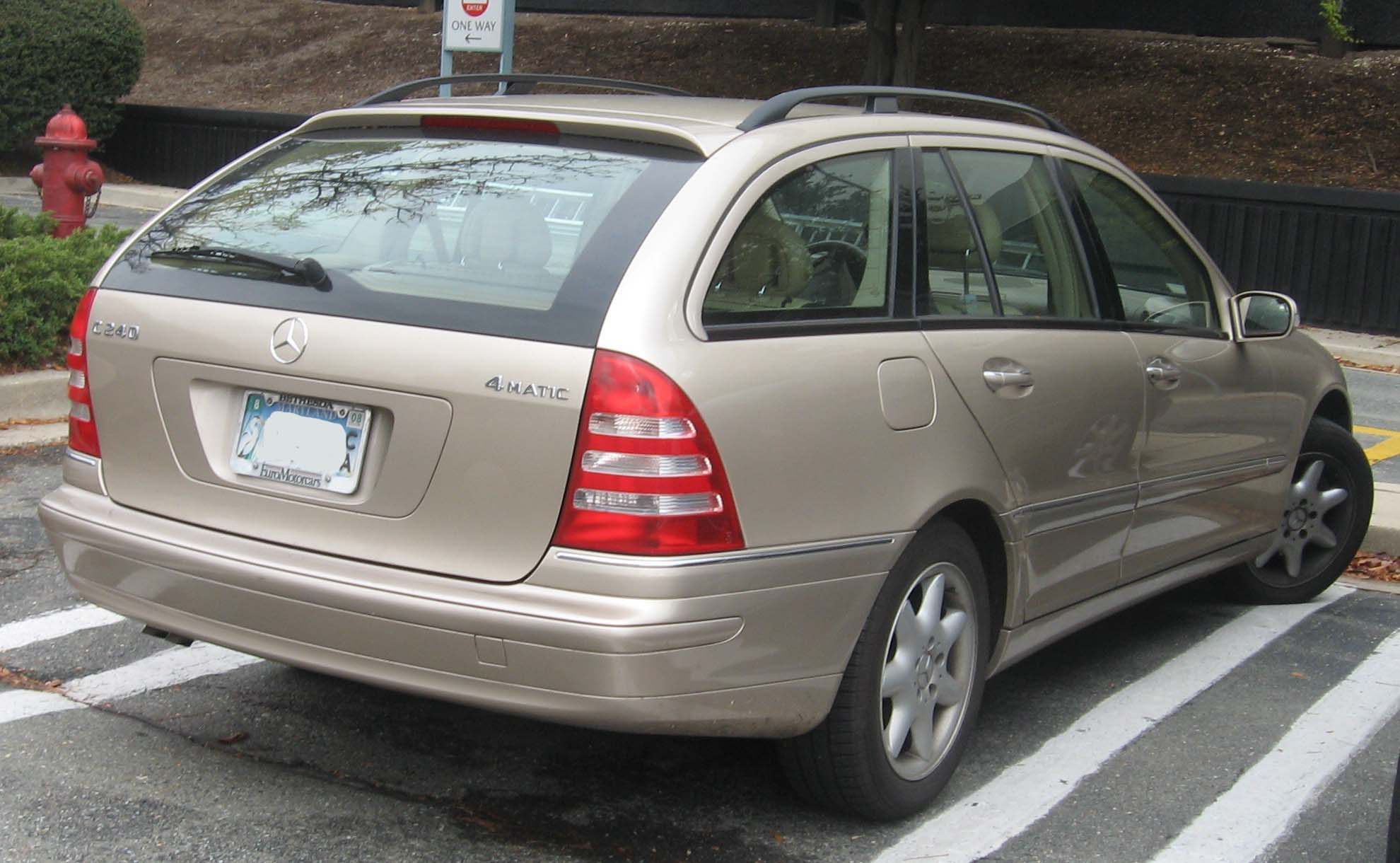
W203 ستايشن

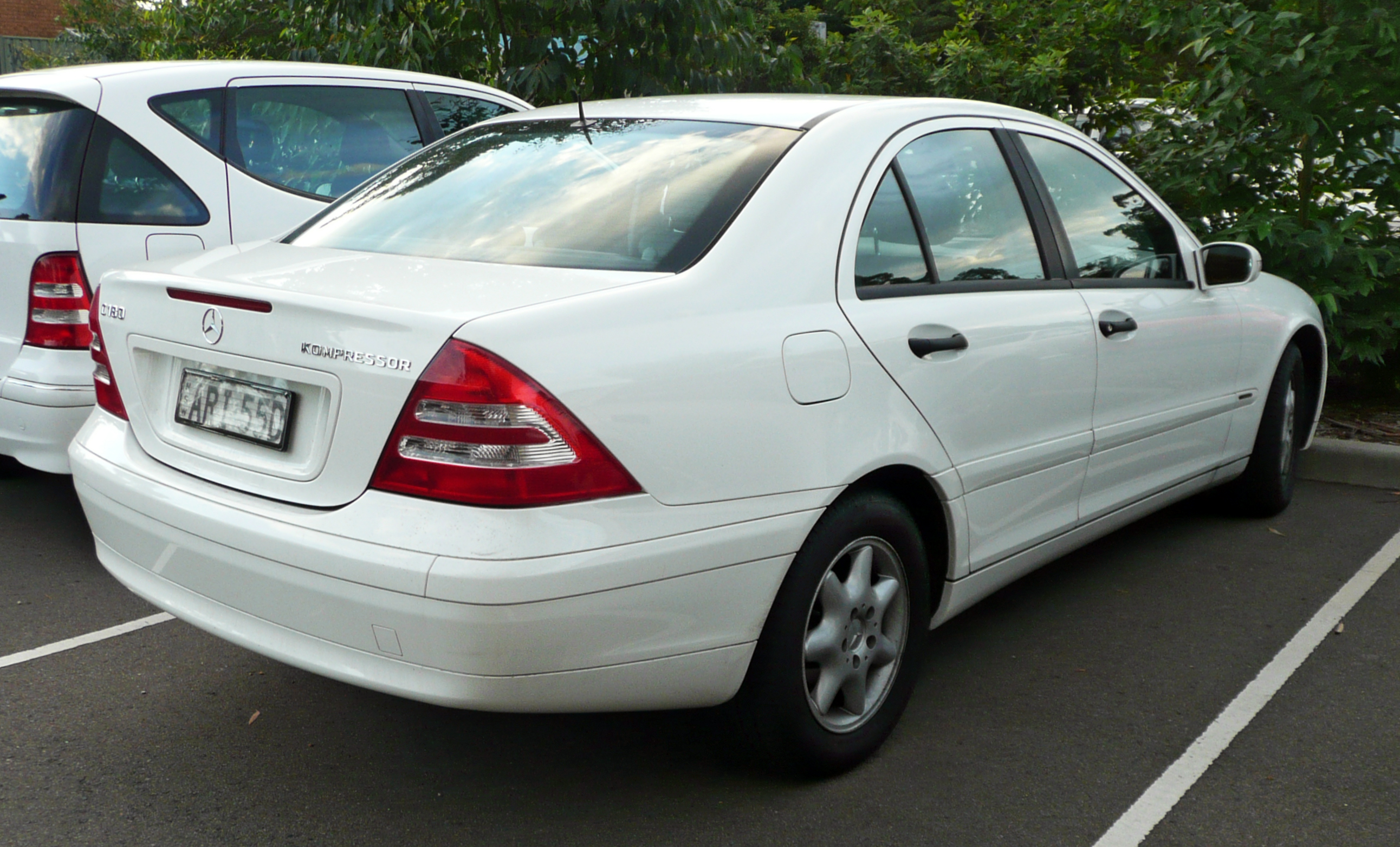
W203 من الخلف

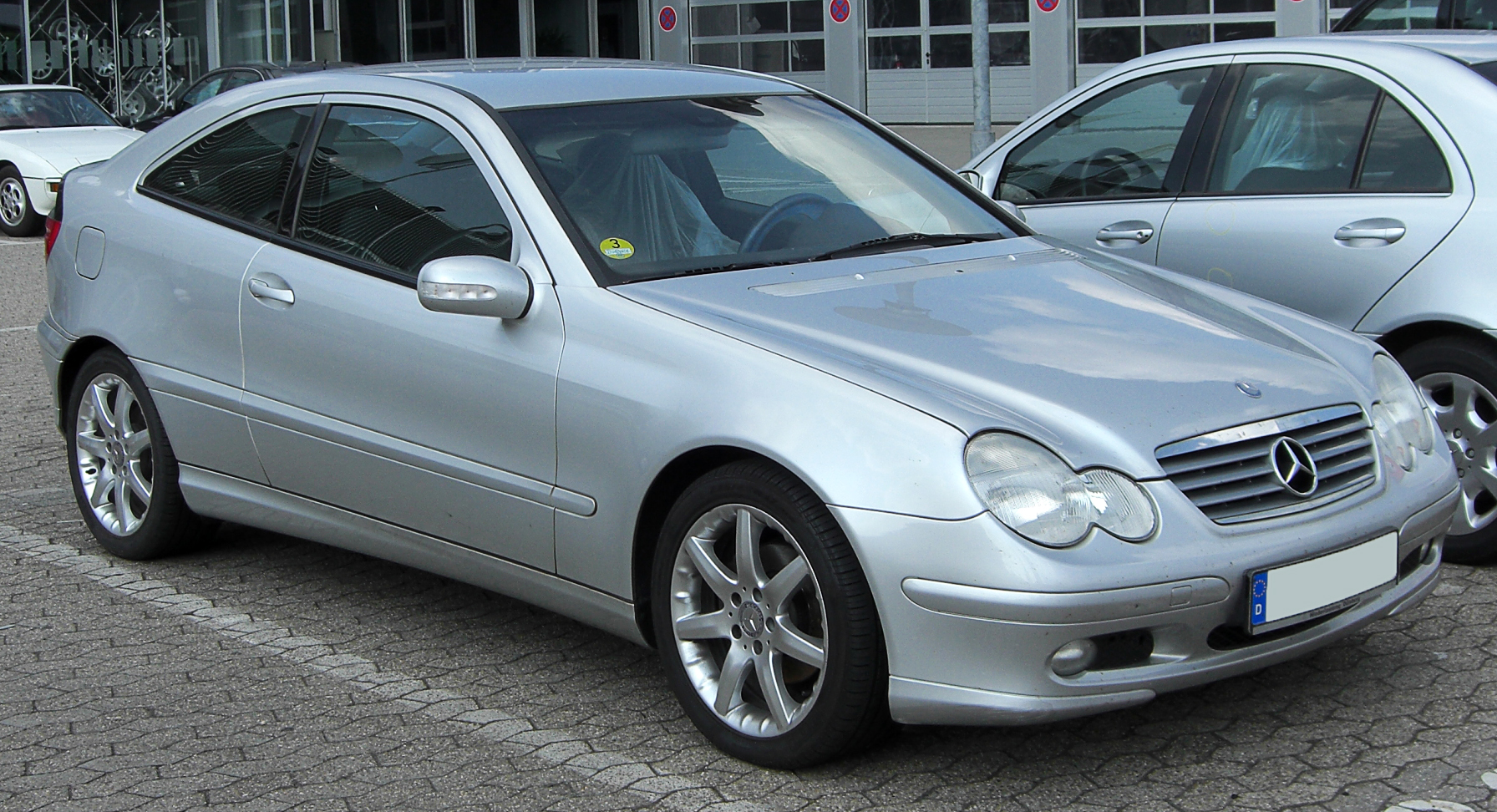
W203 كوبيه

تم إنتاج الجيل الثاني

## الجيل الرابع (2014-2021)
W205

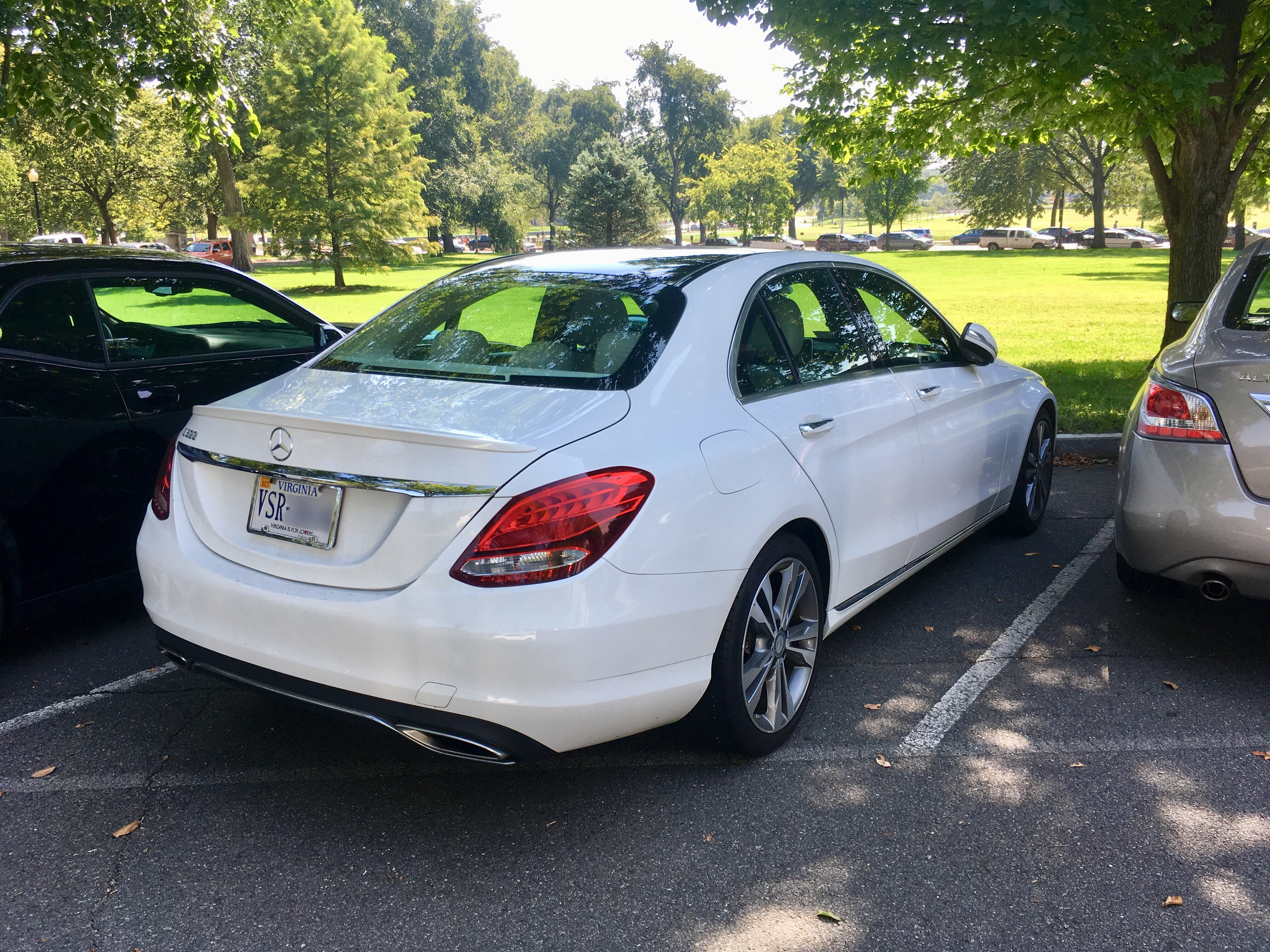
C300

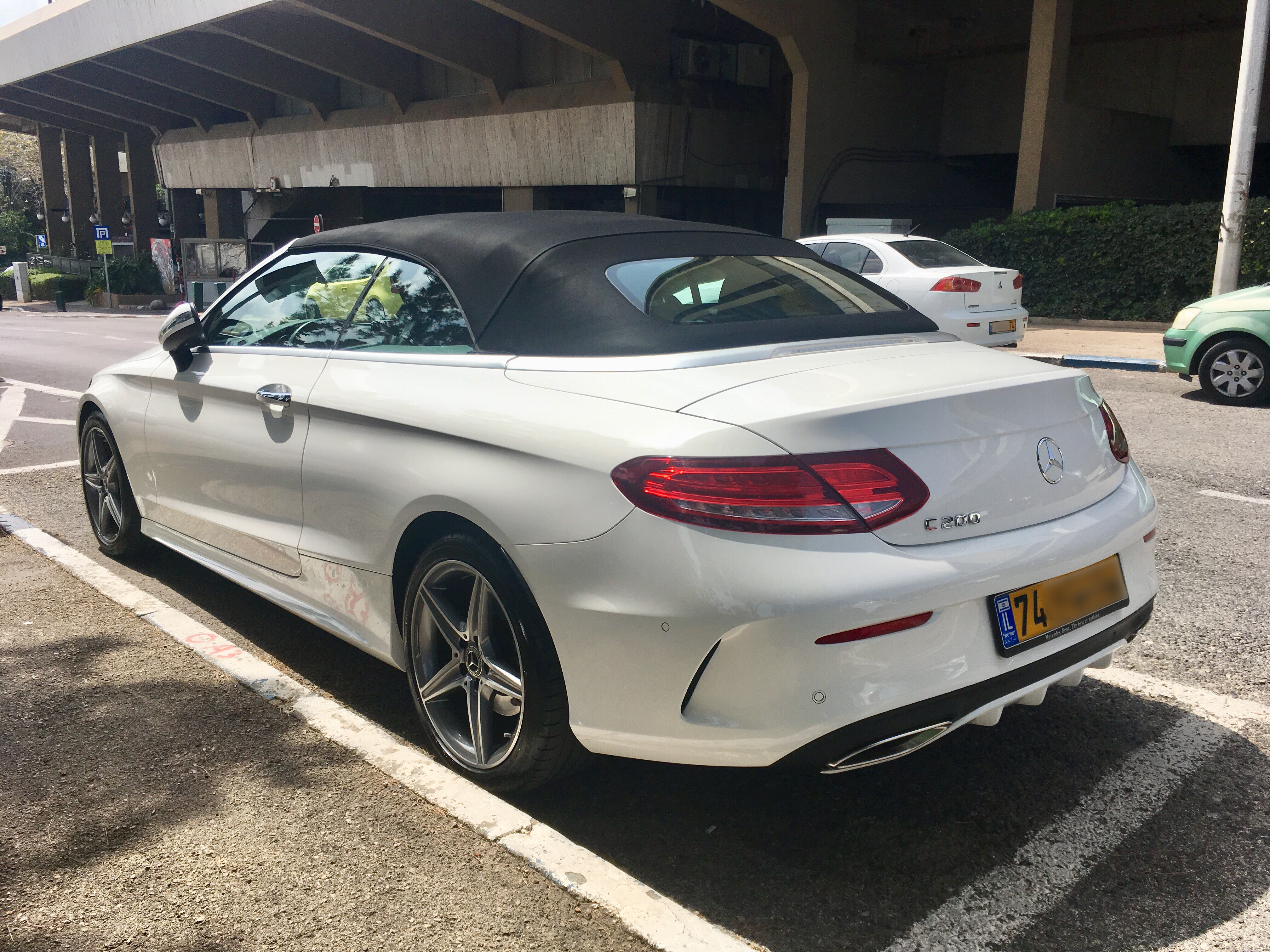
C200 cabriolet

تم إطلاق الجيل القادم من الدرجة C في عام 2014 بمعرض ديترويت للسيارات. ويتميز الهيكل الجديد بأنه أخف بكثير وذلك لاستخدام الألمنيوم على نطاق واسع في جميع أنحاء الجسم، مما أدى إلى تقليص الوزن بحوالي 100 كيلو جرام. ووفقا لما قالته شركة مرسيدس-بنز، فإن البنية ستيكون أكثر متانة بكثير من السيارات الأخرى في فئتها.
و تحتوي السيارة على ديكورات رياضية وفاخرة. وتأتي السيارة إما بمحرك تبلغ سعته 2.0 لتر بقوة 241 حصان أو بمحرك توربو I4 بقوة 329 حصانا وسعة 3.0 ليتر توربو ثنائي V6. كما أن ميزة الدفع الرباعي فورماتيك أساسي في العروض الابتدائية . أما التغييرات في أبعاد السيارة فشملت زيادة في الطول بحوالي 3.7 بوصة (94 مم) وفي العرض و 1.7 بوصة (43 مم) مقارنة بالجيل السابق.
وقد أزيح الستار رسميا عنها في 16 ديسمبر 2013. وبدأ الإنتاج في الثلاثاء، 4 فبراير، 2014 في مصنع بريمن. وانطلقت المبيعات الأوروبية في مارس بينما انطلقت المبيعات في أمريكا الشمالية من العام نفسه.

## روابط مفيدة
موقع مرسيدس بنز الرسمي نسخة محفوظة 12 مارس 2012 على موقع واي باك مشين.